# 크리스티 맥니콜
크리스티 맥니콜(Kristy McNichol, 1962년 9월 11일 ~ )은 미국의 배우이다. 《사랑의 화원》(1976-80)을 통해 프라임타임 에미상 드라마 시리즈 부문 여우조연상을 2회 수상하였다.

## 출연 작품
- 결혼 전야 (1990)
- 러브스트럭 (1988, You Can't Hurry Love)
- 투 문 정션 (1988)
- 브레이브 (1986)
- 드림 러버 (1986)
- 저스트 더 웨이 유 알 (1984)
- 해적 (1982)
- 마견 (1982)
- 더 나잇 더 라이츠 웬트 아웃 인 조지아 (1981)
- 허울 좋은 여자 (1981)
- 리틀 다링 (1980, Little Darlings)
- 디 엔드 (1978)

### 텔레비전
- 사랑의 화원 (1976-80)